# Bienvenidos (canción)
Bienvenidos es una canción del solista español Miguel Ríos publicada en 1982.

## Descripción
Se trata de un tema de bienvenida en los conciertos de Miguel Ríos (Bienvenidos al concierto...Gracias por estar aquí...), y en palabras del autor a semejanza de Me di cuenta de que no había ninguna canción en castellano que diese la bienvenida al público al estilo Sgt. Peppers, de los Beatles.
Calificada de emblemática, la canción se incluye en el disco Rock and Ríos y se grabó en directo en marzo de 1982. Se trata de una de las canciones más recordadas del artista y una de las más importantes de aquel año.
El tema ha sido clasificado por la revista Rolling Stone en el número 66 de las 200 mejores canciones del pop rock en español, según el ranking publicado en 2010. Fue además número uno en la lista de éxitos de Los 40 Principales la semana del 29 de mayo de 1982 y llegó al número cuatro de entre los sencillos más vendidos en España aquel año.